# Chotča, Stropkov
Chotča este o comună slovacă, aflată în districtul Stropkov din regiunea Prešov. Localitatea se află la altitudinea de 226 m deasupra n.m., se întinde pe o suprafață de 10,59 km2 și în 2017 număra 627 de locuitori.

## Istoric
Localitatea Chotča este atestată documentar din 1379.

## Demografie
| An:                | 1994 | 2004   | 2014   | 2024    |
| ------------------ | ---- | ------ | ------ | ------- |
| Număr de persoane: | 529  | 569    | 590    | 652     |
| Diferență:         |      | +7,56% | +3,69% | +10,50% |

| An:                | 2023 | 2024 |
| ------------------ | ---- | ---- |
| Număr de persoane: | 652  | 652  |
| Diferență:         |      | +0%  |